# Туларе (Медвеђа)
Туларе је насеље у Србији у општини Медвеђа у Јабланичком округу. Према попису из 2022. било је 104 становника.
Овде се налазе Манастир Брајина, Туларска бања и запис клен код цркве.

## Географски положај и тип села
Насеље је подигнуто у северозападном делу истоимене котлинице (555 m), на морфолошкој граници и споју котлинског дна и обода, у подножју Ђаловог (845 m) и Мркоњског виса (1 017 m), огранака Гољака (1 181 m). Туларска котлиница је део долине Туларске реке, леве саставнице Јабланице. Туларе је лоцирано у средњем току Туларске реке, удаљено 63 кm југозападно од Лесковца, седишта Јабланичког округа, односно 24 кm од варошице Медвеђе, седишта општине којој припада.
Спада у рурална насеља разбијеног типа (џематског варијетета).

## Клима
Туларе има одлике жупне микроклиме због његове знатне надморске висине, положаја у котлиници и заштићености од ветрова. Његово поднебље је свеже, погодно за одмор и разне видове рекреације. Због знатне надморске висине падавине су повећане, а за летње доба године карактеристични су чести пљускови.

## Хидрографске карактеристике
Кроз село протиче Туларска река.
Највећа туристичка вредност Тулара су његови термоминерални извори. Они се одликују јаком минерализацијом и важнијим физичко-хемијским својствима, те омогућују шире лечилишне индикације, те и комбиновано лечење.

## Демографија
У насељу Туларе живи 129 пунолетних становника, а просечна старост становништва износи 42,2 година (40,4 код мушкараца и 43,8 код жена). У насељу има 63 домаћинства, а просечан број чланова по домаћинству је 2,63.
Ово насеље је углавном насељено Србима (према попису из 2002. године), а у последња три пописа, примећен је пад у броју становника.
|  |

| Демографија | Демографија | Демографија |
| Година      | Становника  | Становника  |
| ----------- | ----------- | ----------- |
| 1948.       | 460         |             |
| 1953.       | 544         |             |
| 1961.       | 548         |             |
| 1971.       | 479         |             |
| 1981.       | 351         |             |
| 1991.       | 244         | 232         |
| 2002.       | 166         | 198         |
| 2011.       | 162         |             |
| 2022.       | 104         |             |

| Година пописа     | 1948. | 1953. | 1961. | 1971. | 1981. | 1991. | 2002. |
| ----------------- | ----- | ----- | ----- | ----- | ----- | ----- | ----- |
| Број домаћинстава | 97    | 99    | 111   | 109   | 98    | 77    | 63    |

| Број чланова      | 1  | 2  | 3 | 4 | 5 | 6 | 7 | 8 | 9 | 10 и више | Просек |
| ----------------- | -- | -- | - | - | - | - | - | - | - | --------- | ------ |
| Број домаћинстава | 21 | 16 | 9 | 6 | 6 | 3 | 2 | 0 | 0 | 0         | 2,63   |

| Пол    | Укупно | Неожењен/Неудата | Ожењен/Удата | Удовац/Удовица | Разведен/Разведена | Непознато |
| ------ | ------ | ---------------- | ------------ | -------------- | ------------------ | --------- |
| Мушки  | 65     | 21               | 35           | 5              | 3                  | 1         |
| Женски | 71     | 14               | 36           | 18             | 3                  | 0         |
| УКУПНО | 136    | 35               | 71           | 23             | 6                  | 1         |

| Пол    | Укупно                    | Пољопривреда, лов и шумарство | Рибарство                            | Вађење руде и камена | Прерађивачка индустрија       |
| ------ | ------------------------- | ----------------------------- | ------------------------------------ | -------------------- | ----------------------------- |
| Мушки  | 32                        | 18                            | 0                                    | 0                    | 2                             |
| Женски | 21                        | 9                             | 0                                    | 0                    | 4                             |
| УКУПНО | 53                        | 27                            | 0                                    | 0                    | 6                             |
| Пол    | Производња и снабдевање   | Грађевинарство                | Трговина                             | Хотели и ресторани   | Саобраћај, складиштење и везе |
| Мушки  | 0                         | 0                             | 3                                    | 0                    | 1                             |
| Женски | 0                         | 0                             | 0                                    | 0                    | 0                             |
| УКУПНО | 0                         | 0                             | 3                                    | 0                    | 1                             |
| Пол    | Финансијско посредовање   | Некретнине                    | Државна управа и одбрана             | Образовање           | Здравствени и социјални рад   |
| Мушки  | 0                         | 0                             | 3                                    | 2                    | 0                             |
| Женски | 0                         | 0                             | 2                                    | 3                    | 2                             |
| УКУПНО | 0                         | 0                             | 5                                    | 5                    | 2                             |
| Пол    | Остале услужне активности | Приватна домаћинства          | Екстериторијалне организације и тела | Непознато            | Непознато                     |
| Мушки  | 1                         | 0                             | 0                                    | 2                    | 2                             |
| Женски | 0                         | 0                             | 0                                    | 1                    | 1                             |
| УКУПНО | 1                         | 0                             | 0                                    | 3                    | 3                             |

| Национални састав према попису из 2002.‍ | Национални састав према попису из 2002.‍ | Национални састав према попису из 2002.‍ | Национални састав према попису из 2002.‍ | Национални састав према попису из 2002.‍ |
| --------------------------------------- | --------------------------------------- | --------------------------------------- | --------------------------------------- | --------------------------------------- |
|                                         |                                         |                                         |                                         |                                         |
| Срби                                    | Срби                                    |                                         | 117                                     | 70,48%                                  |
| Црногорци                               | Црногорци                               |                                         | 47                                      | 28,31%                                  |
| непознато                               | непознато                               |                                         | 1                                       | 0,60%                                   |

| Национални састав према попису из 2022.‍ | Национални састав према попису из 2022.‍ | Национални састав према попису из 2022.‍ | Национални састав према попису из 2022.‍ | Национални састав према попису из 2022.‍ |
| --------------------------------------- | --------------------------------------- | --------------------------------------- | --------------------------------------- | --------------------------------------- |
|                                         |                                         |                                         |                                         |                                         |
| Срби                                    | Срби                                    |                                         | 92                                      | 88,4%                                   |
| Црногорци                               | Црногорци                               |                                         | 10                                      | 9,6%                                    |